# سن تيرنر نقص تنسج الأسنان

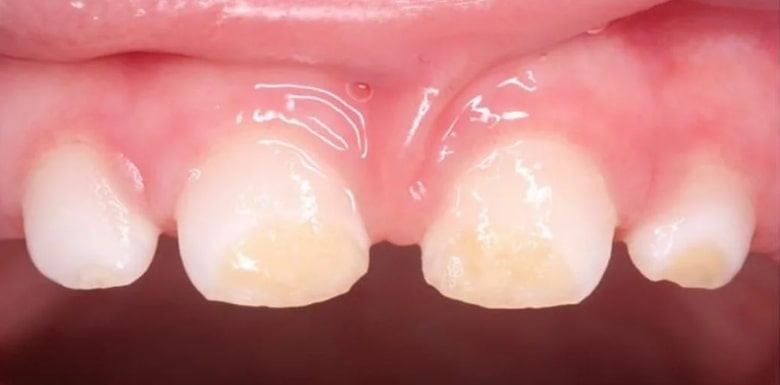
صورة توضح الخلل الذي يحدث جراء نقص تنسّج الأسنان

Turner’s hypoplasia - سن تيرنر – نقص تنسّج الأسنان
K00.4
520.4
نقص تنسّج الأسنان أو ما يعرف بسن تيرنر هو عبارة عن حالة غير طبيعية تظهر على الأسنان. أشكاله متعددة و متغيرة، لذا عادة يتم التعرف عليه كَجزء من سنّ مفقود أو ميناء أسنان متضائلة (diminished enamel)على سن دائم. على عكس مشاكل الأسنان الأخرى التي تصيب عدة أسنان، هذه المشكلة تصيب عادةً سن واحد و يسمى هذا السن بسنّ تيرنر (turner’s tooth ).
نظريا يعرف نقص تنسج الاسنان ك خلل كمي في الميناء لكن على الصعيد النسيجي يعرف ك خلل سطحي في الميناء مرتبطا ب نقص بكثافة الميناء.)
الحافة العنقية والقاطعية للسن المصاب تظهران بشكل دائري، وذلك بسبب ان المنشورات (prisms) في الميناء غير المصابة تكون مثنية، والتي تكون اسندت لتغيير في اتجاه المنشور 

## الأسباب
يحصل نقص التنسّج على ناب أو على أحد الضواحك –premolar- عادة بسبب عدوى كانت موجودة على السن اللبني الذي سبق السن الدائم. غالبا هذه العدوى تكون نتيجة تسوس عميق اصاب السن اللبني و أدى إلى التهاب النسيج المحيط بجذر السن (a periapicalinflammation)– التهاب محيط ذروة السن ). و هذا الالتهاب بدوره يؤثر على نمو الأسنان الدائمة و اصابتها بنقص التنسج. أشكال هذه الحالة تختلف اعتماداً على خطورة و عمر الالتهاب.
أما إذا اصيب أحد الأسنان الأمامية بنقص التنسج يكون السبب في الغالب التعرض لرضة على السن اللبني الذي يكون عادة أحد القوطِعَ المَرْكَزِيَّة ( الثَّنِيَّة) العلوية –maxillary central incisors مما يؤدي إلى دفع هذا السن إلى الداخل محل السن الدائم الغير مكتمل النمو و عليه يؤثر ذلك على تكون ميناء السن الدائم.

### السن اللبني
تكون المنطقة المصابة في اغلب الاحيان موجودة على السطح الوجهي للسن (المنطقة المقابلة للشفة أو الخد من الخارج ).
في بعض الحالات يصاحب نقص التنسّج تلون السن باللون الأبيض أو الأصفر.ومن الممكن وجود نقص في ميناء الأسنان.
نقص تنسّج الأسنان تحصل عادة لميناء الأسنان في حالة وقوع الرضة قبل العام الثالث للطفل. الرضوض الحاصلة بعد هذا العمر لا تسبب نقص تنسج الميناء في أغلب الحالات حيث تكون الميناء مكتملة التكلس.
يصاحب هذا النوع من الرضوض تفلع و تأذي السن أثناء نموها مما يؤدي لتشققها و انحناء جذرها [بحاجة لمصدر]

### نقص تنسج الميناء البيئي العام
مقارنة مع الطبيعة الجينية لهذه الظاهرة، بيئا, الفشل التطويري المحفز في تكوين الميناء المؤثر بعدة اسنان يسمى نقص تنسج الميناء البيئي العام. من العوامل البيئية المؤثرة تتضمن النقص الغذائي، التناول المفرط للفلورايد، الحمى الشديدة المؤدية لأمراض الطفولة.
سريريا سيظهر السن المصاب افتقار محلي في الميناء يتراوح ما بين تعتيم بؤري إلى توهد شديد. طريقة توزع عيوب الميناء تعكس أوقات تكون الميناء، بحيث ان المناطق التي تأثرت بشدة هي المناطق التي كانت تنمو وقت حدوث التأثير البيئي.
ملامح الصورة الاشعاعية لنقص تنسج الميناء البيئي تظهر على شكل اشرطة خطية شفافة نسبيا من الميناء. التعتيم الخفيف و التوهد السطحي البؤري ربما لن يظهران على الصورة الاشعاعية 
إذا كان نقص التنسج البيئي خفيف، يمكن ان نلاحظ بعض الصدوع والحفر الصغيرة على سطح الميناء. لكن إذا كانت الحالة شديدة سنلاحظ وجود صفوف من الحفر العميقة موزعة بشكل عامودي على سطح الميناء. يمكن ان يكون هناك صف واحد أو عدة صفوف من الحفر مشيرا إلى سلسلة من الاصابات.(4)
في أكثر الحالات شدة في نقص التنسج البيئي، هنالك كمية كبيرة من طبقة الميناء تكون مزالة، مشيرا انه كان هناك خلل مستدام في الخلايا المكونة للميناء (اميلوبلاست) 

### نقص تنسج الاسنان الناتج عن اسباب غير معروفة
بالرغم من ان هناك العديد من العوامل المسجلة كسبب مسؤول عن حدوث نقص تنسج الاسنان، إلا ان الدراسات السريرية اظهرت ( حتى مع سير تاريخية طبية حذرة ودقيقة) ان غالب الحالات هي لأسباب غير معروفة.
وبما ان الخلايا المنتجة للميناء (الاميلوبلاست) نوع حساس من الخلايا ويسهل اتلافه، فمن المحتمل ان تكون هذه الحالات (غير المعروفة السبب) حدثت بعامل مؤثر على هذه الخلايا كمرض معين أو خلل
جهازي لم يترك انطباع عند المريض ليتذكره. حتى الحالات الشديدة نسبيا حدثت بدون عوامل في السيرة الطبية تشير لإمكانية حدوث هذه الحالة
See also
•hypoplasia

## وصلات خارجية
K00.4
520.4